# 坂祝町デマンドタクシー
坂祝町デマンドタクシー（さかほぎちょうデマンドタクシー）は、岐阜県加茂郡坂祝町で運行しているデマンド型交通の乗合タクシー。
岐阜交通東部が受託運行している。

## 概要
- 2019年（平成31年）3月1日運行開始[1]。
- デマンド方式である。路線とダイヤは定められており、2023年現在、役場とバロー美濃加茂店の間を6便が運行されている[2][3]。町内の指定停留所から指定停留所の乗降であり、2023年時点の指定停留場は46箇所。また事前登録により自宅前を停留場とすることも可能である。
- 利用者は事前登録が必要である。利用者登録が可能なのは坂祝町住民のうち満70歳以上、障害者、運転免許証自主返納者、介護認定者、妊娠中の者、病気怪我等で車の運転ができない者、未就学児などとなっており、一般の健常者は利用できない（未就学児の保護者、介助が必要な者の付添者は利用可能）[4]。

## 運行ルート
- 役場 - 小学校体育館 - 坂祝駅 - 稲葉組集会所 - 深萱公民館 - オークワ坂祝店 - サンライフさかほぎ - 中央公民館 - 農協坂祝北支店 - 坂祝幼稚園前 - 大針公民館 - ゲンキー酒倉店 -  一色公民館 - バロー太田店 - 美濃加茂市役所 - 中部脳リハビリテーション病院 - 美濃太田駅南口 - 美濃太田駅北口 - バロー美濃加茂店[2][3]

## 利用案内
- 運行日：平日・土曜日（日・祝日および年末年始は運休）
- 運行時間：7:00 - 18:00
- 利用料金：1乗車 300円　※未就学児は無料

## 車輛
- セダン型タクシー[4]